# Johannes Pfannenstiel

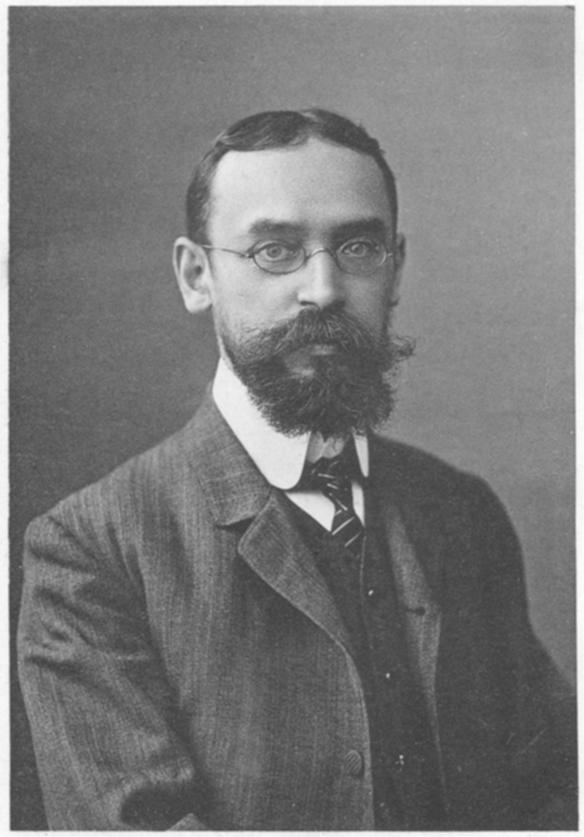
Hermann Johannes Pfannenstiel (1862-1909)

Hermann Johannes Pfannenstiel (28 juni 1862 – 3 juli 1909) was een Duits gynaecoloog die vooral bekend werd door de invoering van de Pfannenstiel-incisie of bikinisnede die hij in 1900 bij vakgenoten introduceerde.